# Лакатош, Геза
Геза Лакатош де Чиксентшимон (венг. Csíkszentsimoni Lakatos Géza; 30 апреля 1890, Будапешт — 21 мая 1967, Аделаида) — венгерский генерал, краткое время (29 августа 1944 — 15 октября 1944) занимавший должность премьер-министра Венгрии.

## Биография
Профессиональный офицер, выпускник Академии «Людовика». С мая 1928 по апрель 1934 гг. — военный атташе в Праге. 5 августа 1943 г. сменил Густава Яни на посту командующего 2-й венгерской армией. 1 апреля 1944 г. назначен командующим 1-й венгерской армией и оставался на этом посту до 15 мая 1944 г.
24 мая 1944 награждён германским командованием Рыцарским крестом, стал четвёртым венгром, награждённым этой наградой.
В августе 1944 г. регент (руководитель) Венгрии Хорти назначил Лакатоша на должность премьер-министра, сместив прогерманское правительство Дёме Стояи. Военное правительство Лакатоша, критически настроенного к фашизму и антисемитизму, приказало немедленно прекратить депортацию венгерских евреев в лагеря уничтожения; исполняющий обязанности министра внутренних дел Бела Хорват приказал открывать огонь при подобных попытках. Однако уже 15 октября 1944 г. немцы, захватив в заложники сына Хорти, вынудили того передать власть Ф. Салаши. В тот же день Лакатош сложил обязанности премьер-министра (пост был упразднён) и был помещён салашистами под домашний арест в г. Шопрон.
В апреле 1945 г., после входа советских войск на территорию Венгрии, был арестован и неоднократно допрашивался. Выпущен в январе 1946 г., привлекался к участию в судебных процессах против бывших деятелей режимов Хорти и Салаши в качестве свидетеля. В 1949 г. лишён государственной пенсии и земельных владений, вернулся в Будапешт. Венгерские власти позволили ему в 1956 г. выехать в Австралию, где жила его дочь; там он и умер в 1967 году.